# Herb gminy Trawniki
Herb gminy Trawniki – symbol gminy Trawniki.

## Wygląd i symbolika
Herb przedstawia na tarczy dzielonej w odwróconą literę „T” w lewym polu błękitnym złotą infułę biskupią (symbol najstarszego właściciela Trawników), w polu prawym zielonym złotą literę „T” (nawiązującą do nazwy gminy), natomiast w polu dolnym czerwonym dwie srebrne skrzyżowane szable ze złotymi rękojeściami, przypominające o powstaniu styczniowym.